# الخصائص الدوائية للسيبروتيرون أسيتات
الخصائص الدوائية للسيبروتيرون أسيتات تهتم بالحركيات الدوائية والديناميكيات الدوائية وطرق الإعطاء لدواء السيبروتيرون أسيتات الستيرويدي المضاد للأندروجين والبروجستيني.
يحجب السيبروتيرون أسيتات تأثيرات الأندروجينات مثل التستوستيرون في الجسم، ويقوم بذلك من خلال منعها من التفاعل مع مستهدفها الحيوي، مستقبلات الأندروجين، وأيضًا من خلال إنقاص إنتاجها من قبل الغدد التناسلية، ومن ثم إنقاص تراكيزها في الجسم. بالإضافة إلى ذلك، للسيبروتيرون أسيتات تأثيرات مشابهة للبروجستيرون من خلال تفعيله مستقبل البروجستيرون. وبذلك، تكون له تأثيرات مضادة للغونادوتروبين، ويمكن أن يثبط الخصوبة، ويكبح إنتاج الهرمون الجنسي لدى الرجال والنساء على حد سواء. قد ينتج السيبروتيرون أسيتات أيضًا بالجرعات العالية وتحت ظروف معينة تأثيراتٍ جزئية ضعيفة مشابهه للكورتيزول من خلال تفعيل مستقبل الهرمون القشري السكري.
يمكن أن يُعطى السيبروتيرون أسيتات فمويًا أو حقنًا في العضلات. له توافر حيوي فموي شبه كامل، ويرتبط بقوة وبصورة حصرية مع الألبومين بصفته بروتينًا بلازميًا ناقلًا له، ويُستقلب في الكبد من خلال الهدركسلة والاقتران، ويكون مستقلبه الوحيد الرئيسي هو 15 بيتا هيدروكسي سيبروتيرون أسيتات، وله عمر نصف حيوي طويل يتراوح بين ساعتين وأربع ساعات بغض النظر عن طريقة الإعطاء، ويُطرَح في البراز بصورة رئيسية وبكمية أقل مع البول.

## الديناميكيات الدوائية
للسيبروتيرون أسيتات فعل مضاد للأندروجين، وفعل بروجستيروني، وفعل قشراني سكري جزئي ضعيف، وفعل شاد لمستقبل البريغنان إكس. لا يملك أي فعل إستروجيني أو قشراني معدني مضاد. من ناحية الفاعلية الدوائية، يوصَف السيبروتيرون أسيتات بأنه بروجستيرون عالي الفاعلية، ومضاد أندروجيني متوسط الفاعلية، وهرمون قشري سكري ضعيف.

### الفعل المضاد للأندروجين
إن السيبروتيرون أسيتات مضاد تنافسي قوي لمستقبل الأندروجين الذي يمثل المستهدف الحيوي للأندروجينات مثل التستوستيرون والديهيدروتستوستيرون. كان في وقت ما أقوى مضاد معروف لمستقبلات الأندروجين من بين مئات المركبات الستيرويدية المضادة للأندروجين. للسيبروتيرون أسيتات أقوى فعالية مضادة للأندروجين من بين جميع البروجستينات الأخرى المستخدمة سريريًا. يحجب بصورة مباشرة ارتباطَ الأندروجينات ذات الإفراز الداخلي مثل التستوستيرون والديهيدروتستوستيرون مع مستقبل الأندروجين وتفعيله، ومن ثم يمنعها من ممارسة تأثيراتها الأندروجينية في الجسم مثل التذكير ونمو غدة البروستات.
وجدت دراسة مقارنة حول الارتباط التثبيطي بمستقبل الأندروجين في سيتوزول بروستات الفئران أن قيم تركيز المادة الموافق للتثبيط النصفي IC50 كانت 3 نانومول للديهيدروتستوستيرون، و24 نانومول للسيبروتيرون أسيتات، و67 نانو مول للسبيرونولاكتون.

#### الكفاءة والفعالية الدوائية المضادة للأندروجين
يعتمد الفعل المضاد للأندروجين للسيبروتيرون أسيتات على الجرعة. رغم أن السيبروتيرون أسيتات مضاد أندروجين فعال، فإن الجرعات العالية نسبيًا مطلوبة لإحداث تأثيرات مضادة لمستقبل الإستروجين هامة سريريًا. لا يمكن غالبًا تمييز الكفاءة المضادة للأندروجين سريريًا لحبوب منع الحمل الحاوية على السيبروتيرون أسيتات، التي تحتوي على جرعات قليلة فقط من السيبروتيرون أسيتات (2 ملغ/يوم)، عن كفاءة حبوب منح الحمل الحاوية على البروجستينات الأخرى.
من المحتمل أن تكون التأثيرات المضادة للأندروجين لحبوب منع الحمل الحاوية على السيبروتيرون أسيتات ناجمة بشكل أساسي عن مكون الإيتينيل إستراديول و/أو كبح مستويات الأندروجين، لا عن الفعل المضاد للأندروجين للجرعات الصغيرة من السيبروتيرون أسيتات الموجود فيها.
تبيّن أن السيبروتيرون أسيتات ينقص آفات حب الشباب الالتهابية لدى الذكور بنسبة 15% تقريبًا عند جرعة 5 ملغ/يوم، وبنسبة 45% تقريبًا عند جرعة 25 ملغ/يوم، وبنسبة 73% تقريبًا عند جرعة 100 ملغ/يوم. قد تحقق جرعة مقدارها 100 ملغ/يوم من السيبروتيرون أسيتات خفضًا نسبته 65-70% في معدل الإفراز الدهني (من الغدد الدهنية) لدى الذكور خلال 4 أسابيع من العلاج، لكن يُقال إن الجرعات التي مقدارها 10 ملغ/يوم أو أقل تحقق تأثيرات ضئيلة. في ضوء هذه النتائج، يُقدّر أن عتبة جرعة السيبروتيرون أسيتات التي تخفض الإنتاج الدهني قد تكون 5 ملغ/يوم لدى الذكور. في دراسات أخرى، أدى استخدام جرعة مقدارها 25 ملغ/يوم إلى تحسن ملحوظ في حب الشباب الشديد أو اختفائه كاملًا لدى كل الذكور تقريبًا، بينما كانت جرعة 12.5 ملغ/يوم غير فعالة.
تبين أن السيبروتيرون أسيتات يخضع لتقويض قوي لدى الذكور الشباب الأصحاء، وأنه يسبب توازنًا نيتروجينيًا سلبيًا وسطيًا بمقدار 1.2 غرام عند جرعة 50 ملغ/يوم، و1.4 غرام عند جرعة 100 ملغ/يوم، و2.5 غرام عند جرعة 200 ملغ/يوم. يعادل ذلك خسارات وسطية بالكتلة الخالية من الدهون مقدارها 780 غرامًا، و945 غرامًا، و1,515 غرامًا على الترتيب. وبالعكس، فإن التأثير التقويضي كان أقل من ذلك بكثير عند الذكور الأكبر سنًّا، ولم يُرصَد أي تأثير مماثل لدى الإناث البالغات اللواتي يستهلكن حمية غذائية حاوية على سعرات حرارية وبروتين كافيين. وُجد أن التأثيرات التقويضية للسيبروتيرون أسيتات أكبر من تلك التي تعطيها الستيرويدات القشرية.
رغم أن الجرعات الأعلى من السيبروتيرون أسيتات ضرورية لإحداث فعل جهازي هام مضاد لمستقبل الأندروجين، فمن الملحوظ أنه حتى الجرعات المنخفضة من السيبروتيرون أسيتات الفموي قادرة على إحداث تأثير هام مضاد لنقل إشارة مستقبل الأندروجين في الكبد لدى النساء. قد يكون ذلك مرتبطًا بتأثير العبور الأول في الكبد بعد الإعطاء الفموي، وتثبته الحقيقة القائلة إنه في حين تزيد حبوب منع الحمل المركبة الحاوية على السيبروتيرون أسيتات مستويات الغلوبيولين الرابط للهرمون الجنسي بنسبة 300-400% تقريبًا، تزيد حبوب منح الحمل المركبة المحتوية على بروجستينات أخرى متنوعة، ذات فعل إما أندروجيني أو مضاد للأندروجين، مستويات الغلوبيولين الرابط للهرمون الجنسي بنسبة 50-300% تقريبًا فقط. أي إن الإستروجينات تنبه الإنتاج الكبدي للغلوبيولين الرابط للهرمون الجنسي، بينما تثبط الأندروجينات هذا الإنتاج. قد يكون الفعل المضاد للأندروجين للسيبروتيرون أسيتات مسؤولًا عن الخطر الأعلى نسبيًا لحدوث الانصمام الخثاري الوريدي المرافق لحبوب منح الحمل الحاوية على السيبروتيرون أسيتات بالمقارنة مع تلك الحاوية على البروجستينات الأخرى.
لدى الفئران، أدت جرعة السيبروتيرون أسيتات التي مقدارها 25 ملغ/يوم إلى حدوث تراجع كامل لنمو غدة البروستات لدى الذكور ذوي الغدد التناسلية السليمة. قُدِّرت الجرعة المكافئة لدى البشر بـ 4 ملغ/كغ/يوم أو 300 ملغ/يوم تقريبًا من السيبروتيرون أسيتات لرجل وزنه 75 كيلوغرامًا (165 باوندًا). أكدت التقنيات الأخرى لتحديد جرعة السيبروتيرون أسيتات صحة هذا الاستقراء، مثل دراسات الألفة ومستويات السيبروتيرون أسيتات البروستاتي. تكون ألفة السيبروتيرون أسيتات أكبر بعشرين ضعفًا من ألفة الديهيدروتستوستيرون، ومن المتوقع أن تؤدي زيادة في مستويات السيبروتيرون أسيتات مقدارها 20-30 ضعفَ تلك الخاصة بالديهيدروتستوستيرون إلى تحييد إشارات الأندروجين. وفقًا لذلك، نصت دراسات منشورة مختلفة بناء على تجارب ما قبل سريرية أن زيادة مقدارها ضعفان إلى 5 أضعاف من السيبروتيرون أسيتات يمكن أن تثبط تأثيرات التستوستيرون بنسبة 50%، وأن الزيادة التي مقدارها 3-10 أضعاف من السيبروتيرون أسيتات يمكن أن تقلل تأثيرات «الأندروجينات الفعالة» (التستوستيرون و/أو الديهيدروتستوستيرون افتراضيًا) بنسبة 50%، أما الزيادة التي مقدارها 10 أضعاف من السيبروتيرون أسيتات، فيمكن أن تثبط تأثيرات التستوستيرون بنسبة «100% تقريبًا». تبيّن أن الجرعات العالية من السيبروتيرون أسيتات تحقق مستويات بروستاتية تكون على الأقل 30 ضعف مستويات الديهيدروتستوستيرون. وجدت إحدى الدراسات أن مستويات السيبروتيرون أسيتات في غدة البروستات لدى الرجال المعالجين بالسيبروتيرون أسيتات الفموي بجرعة 200 ملغ/يوم كانت أكبر من مستويات الديهيدروتستوستيرون بـ 28 ضعفًا تقريبًا.